# 富士胶片
富士胶片股份有限公司（日語：富士フイルム株式会社；東證1部：4901，NASDAQ：FUJIY），简称富士胶片或Fujifilm，是日本精密化學製造、胶片、儲存媒體和相机生产商。
富士在亚洲、欧洲和北美洲拥有超过220家研发、生产以及销售的机构。同时，它还生产计算机用存储介质，例如CD-R和极碟等。以前，富士胶片的主要竞争对手是柯达及柯尼卡。但如今随着数码相机的迅速普及和传统胶片市场的急剧萎缩，胶片业务受到很大的冲击，富士轉為研發數碼相機業務，竞争对手也变成了佳能、尼康和索尼等數碼相機公司。富士不但未有因為軟片被市場淘汰，也沒有像柯達公司一樣走向破產，更轉型發展自己的數碼相機產品，而且以多年涉足化工產品的經驗，發展藥物及化妝品等多元化業務，2018年數位相機等跟攝影相關業務占整體營收比重僅剩16％（2001年為54%），軟片業務僅為1%（2001年為19%）。另外自1982年以来，富士胶片就一直是世界杯足球赛的主要赞助商之一。

## 历史
富士軟片公司成立于1934年1月。初期以生產光學玻璃為主。二戰後開始進入印刷、磁性材料和電子成像領域。1948年開始生產相機，1988年推出了第一款使用記憶卡的數位相機，DS-1P。
2008年，富士膠片收購富山化学工業，进入医药品市场。2011年收购默克公司的生物制药子公司。
2018年4月1日，富士軟片以820億日元（8億美元）向JXTG控股收購美國醫學實驗室Irvine Scientific Sales Company, Inc. 和日本細胞培養公司 IS Japan Co., Ltd的全部股權。
2019年8月6日，富士軟片旗下生物製藥CDMO公司Fujifilm Diosynth Biotechnologies以8.9億美元現金收購Biogen位於丹麥Hillerød的生物製藥工廠和Biogen在丹麥子公司NewManufacturing ApS的所有股份，該子公司負責了Hillerød的所有業務。
2019年12月18日，富士軟片以1790億日元收購日立制作所的計算機斷層掃描裝置（CT）和磁共振成像設備（MRI）等圖像診斷設備業務。
2020年3月，富士軟片英國子公司Diosynth獲美國諾瓦瓦克斯醫藥授權，以生產英國政府訂購的NVX-CoV2373疫苗，預計將生產最少6,000萬劑。

## 主要产品

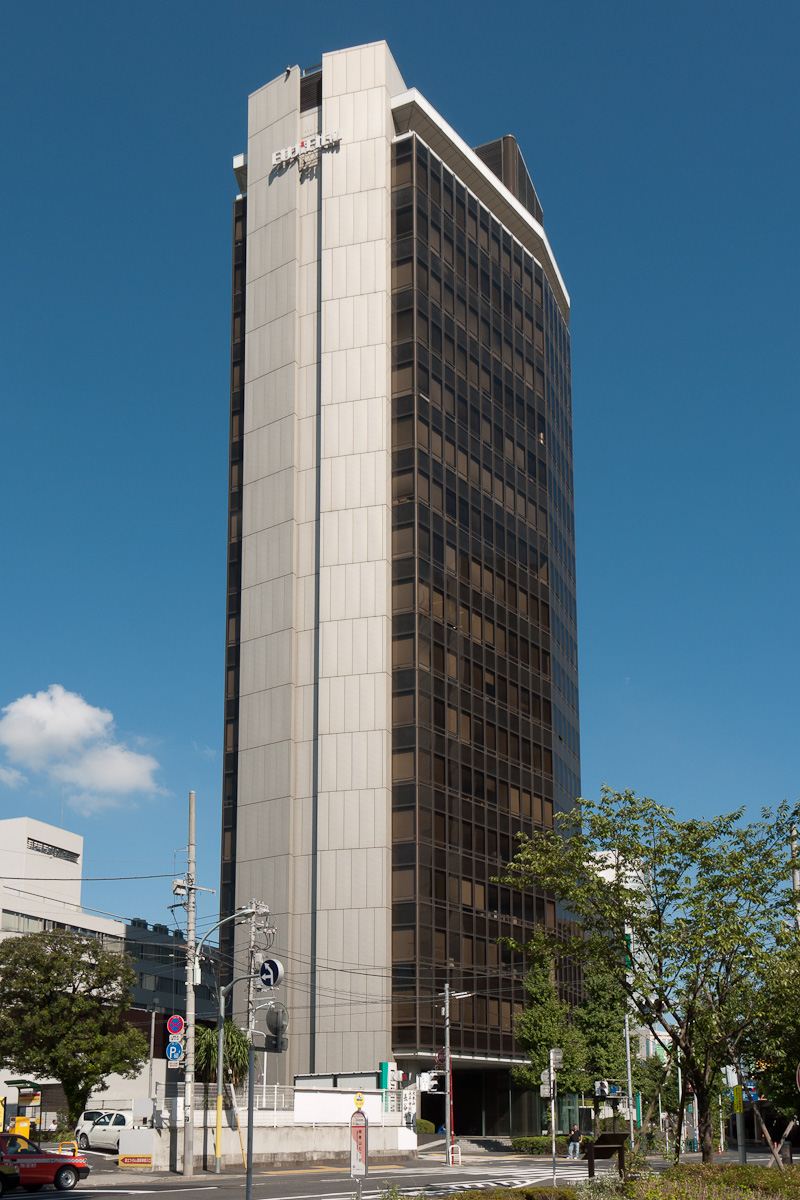
西麻布總部

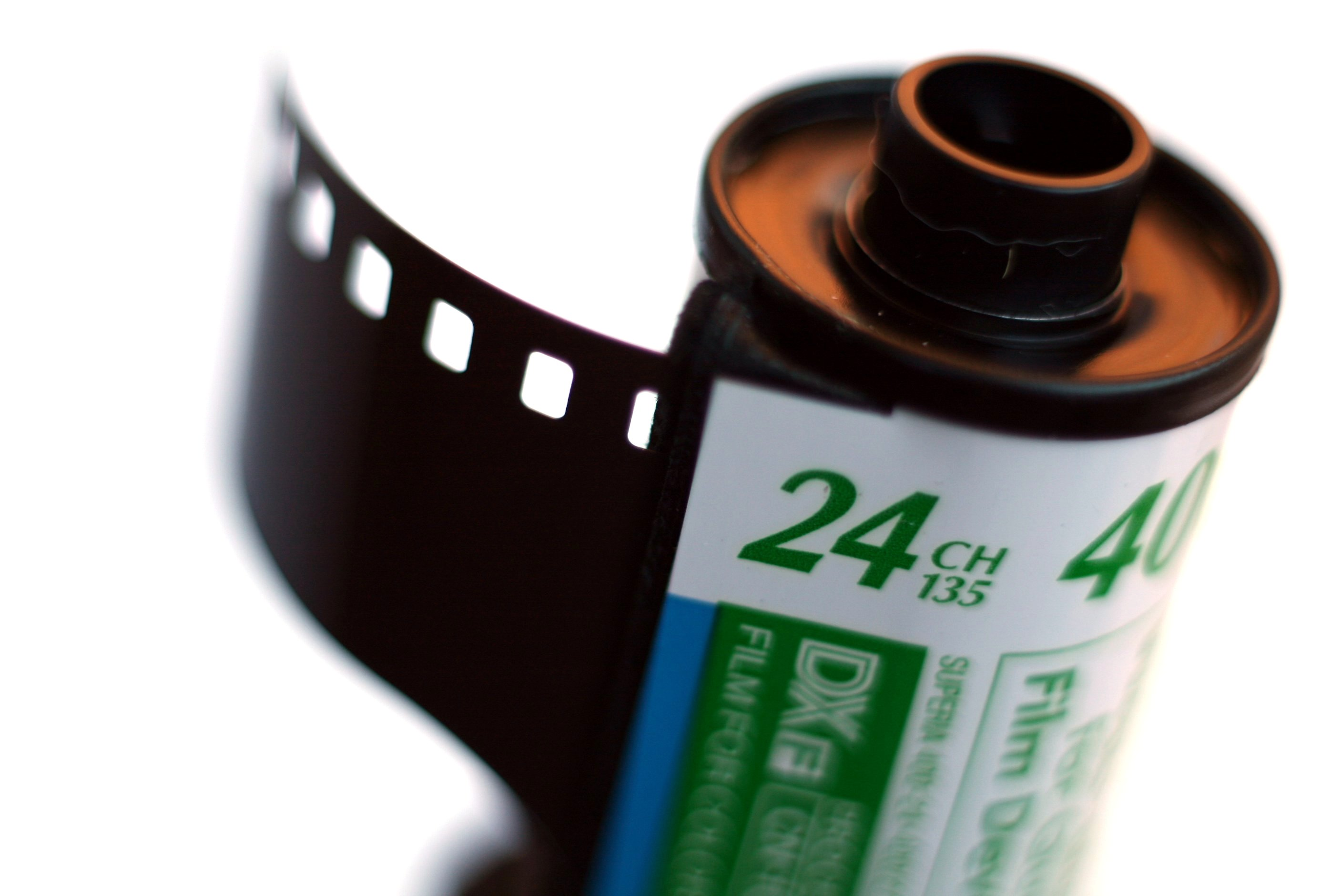
富士业务400胶卷

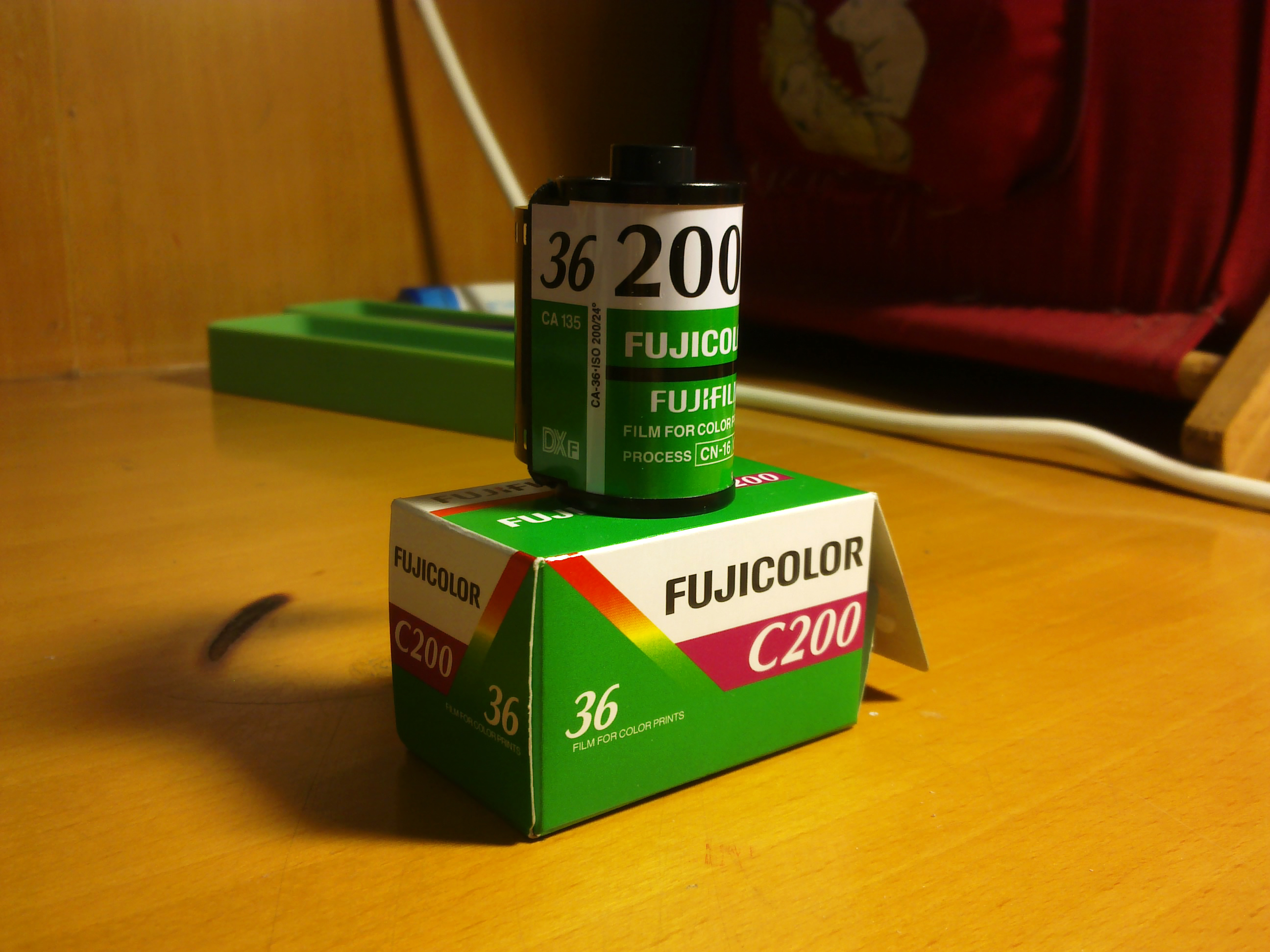
一卷FUJICOLOR C200胶卷

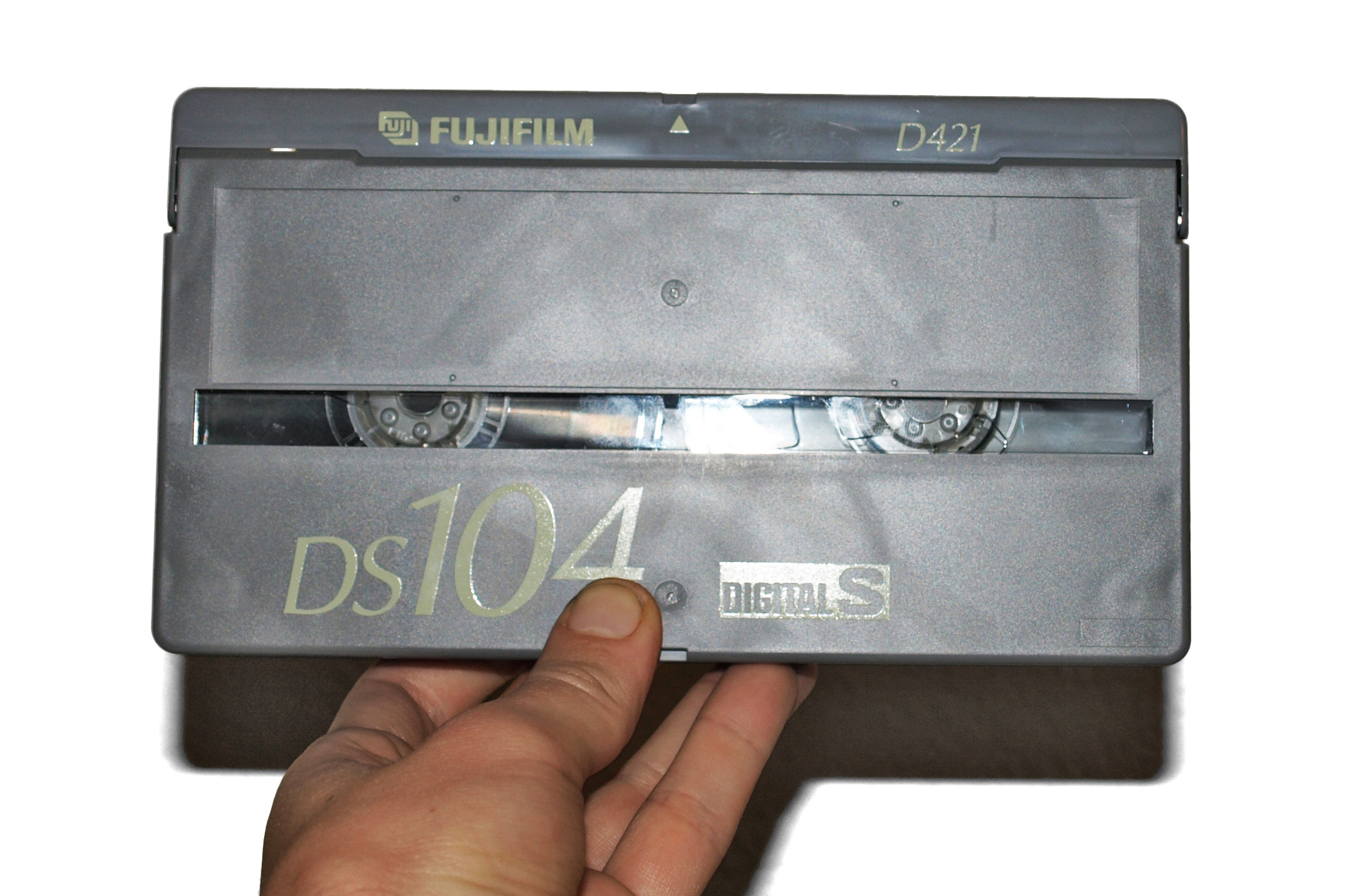
早期富士D9錄影帶

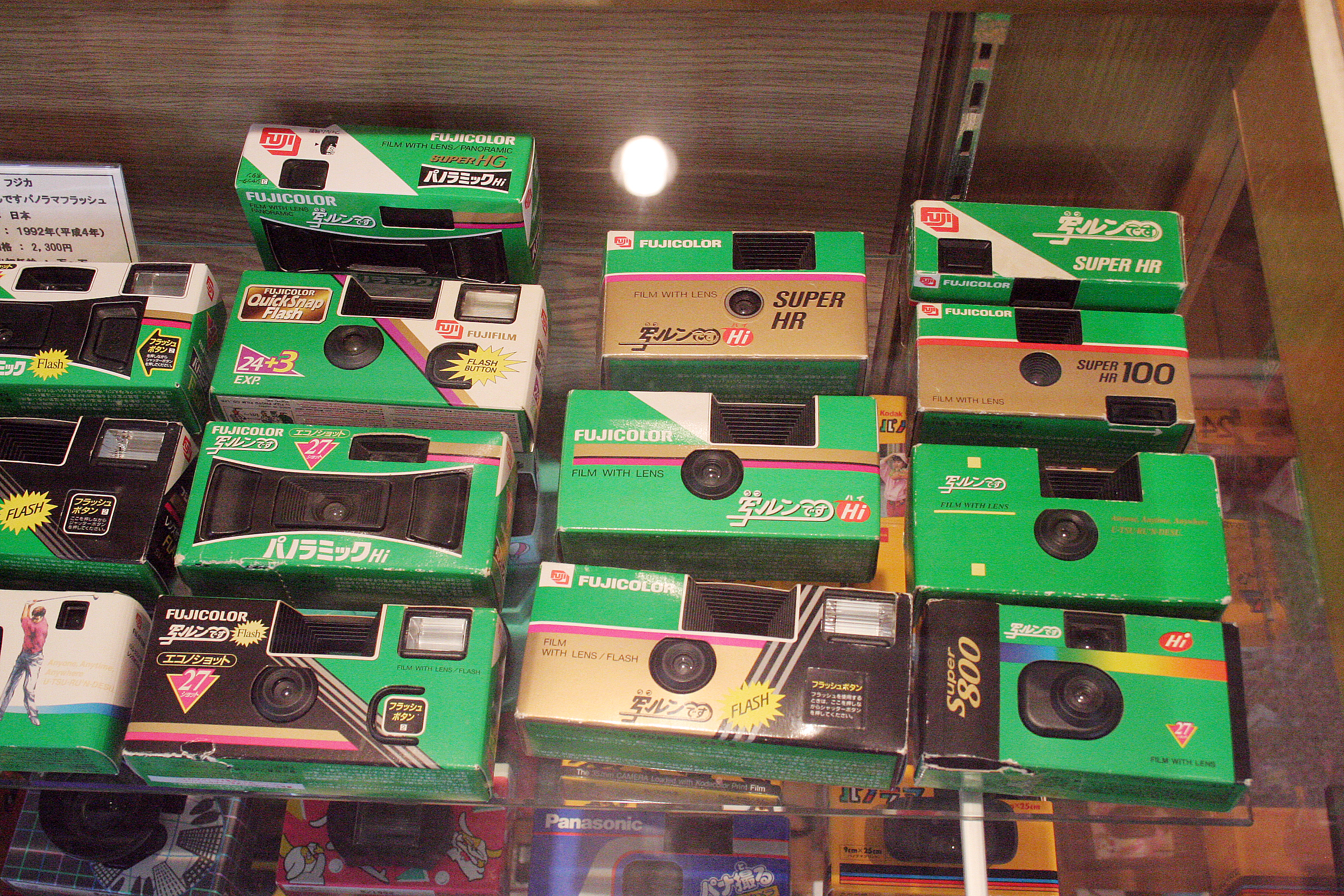
富士即可拍相機

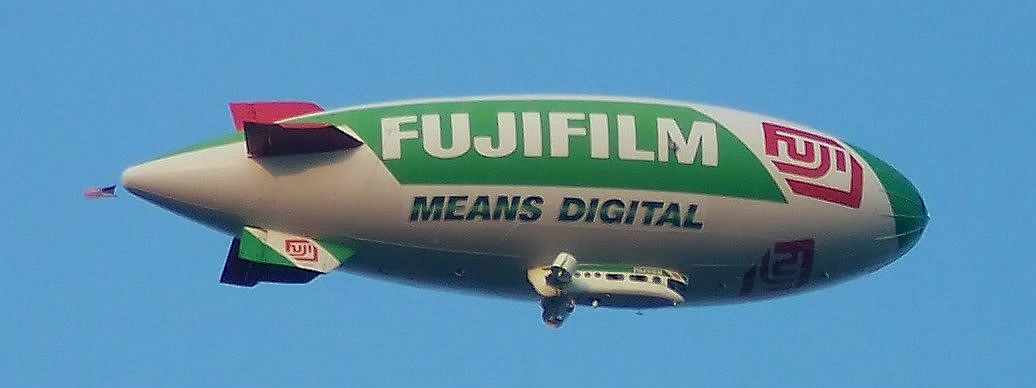
富士胶片的广告飞艇

### 胶片

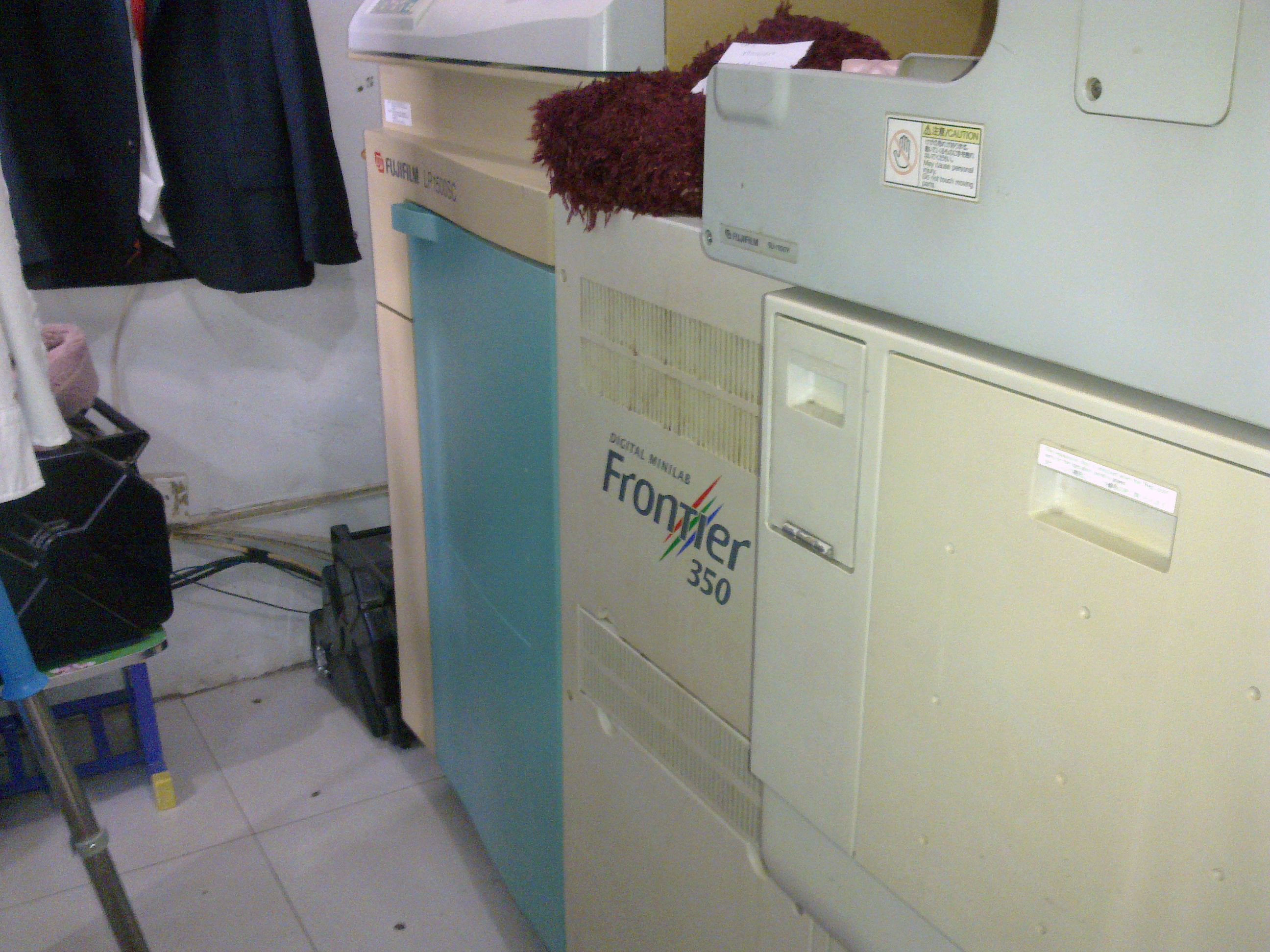
正在冲洗的Frontier 350冲印机

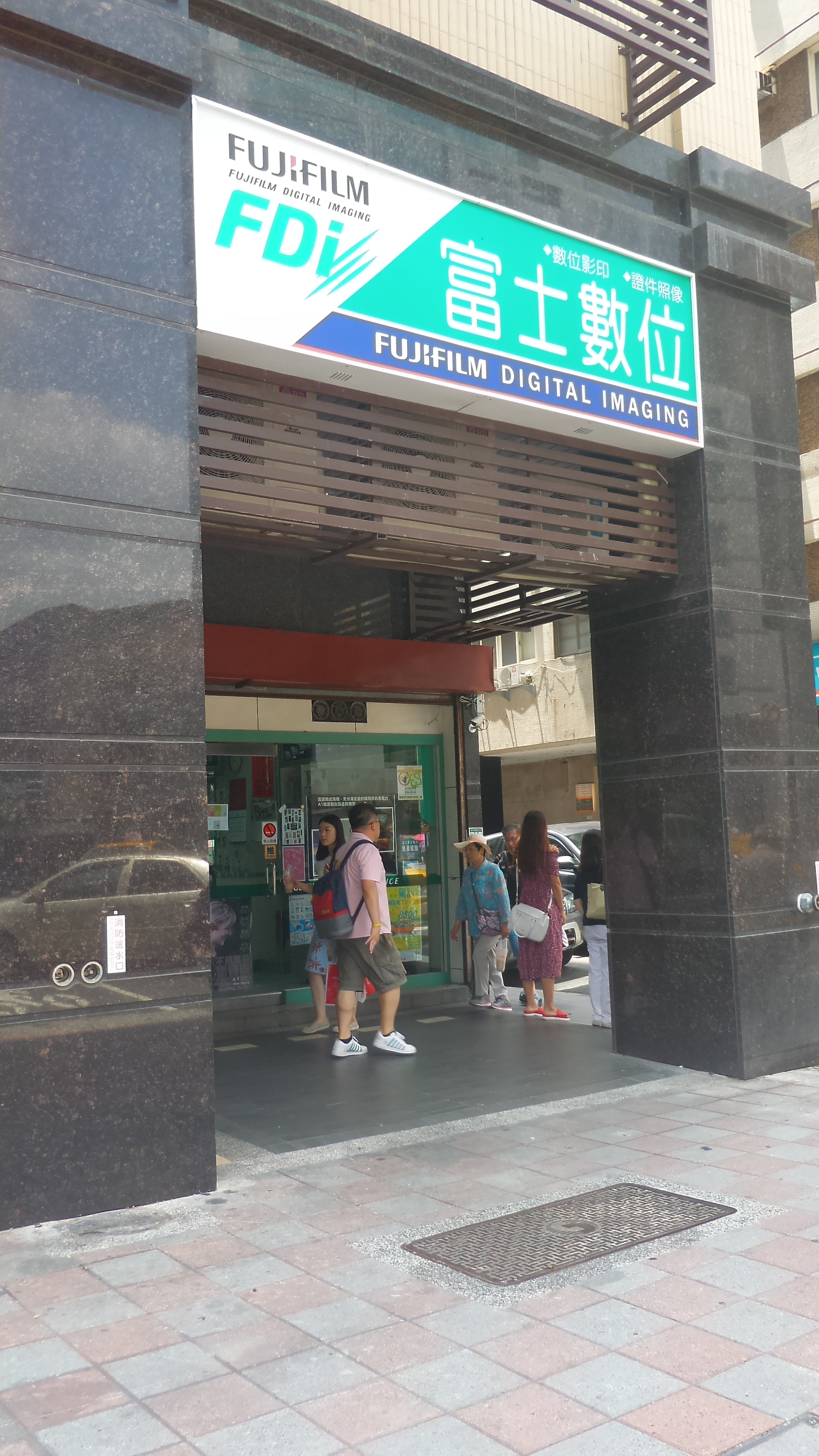
台北一間富士軟片專門店

#### 民用彩色负片
- 独立：FUJICOLOR 100、FUJICOLOR C200（停产）
- SUPERIA：面向消费市场，特点是拥有第四层青色感光乳剂，后期取消，目前仍在销售的有：
  - SUPERIA 200（停产）
  - SUPERIA X-TRA 400（无第四层，北美市场）
  - SUPERIA PREMIUM 400（无第四层，日本市场）
  - SUPERIA Venus 800（停产）
- REALA（停产）：第一款拥有第四层感光乳剂的胶卷，仍属于SUPERIA系列
- 业务用：100（停產）、400（停产），供政府部门等公务使用胶卷，去除艺术化成分，亦被一些爱好者作为淡色胶卷使用

##### 专业彩色负片
包括PRO 160S、160C、160NS（仅产120画幅）（停产）、400H（停产）、800Z（正式编号NPS、NPC、NPNS、NPH、NPZ）供专业摄影师用的不同对比度彩色负片

#### 反转片/拍摄正片
- Velvia：最饱和和最细腻的反转片之一，受到一些自然和风景摄影师的重视。
  - Fujichrome Velvia 50F Professional [RVP]
  - Fujichrome Velvia 100F Professional [RVP F]
- Provia：比Velvia更自然的反转片
  - Fujichrome  Provia 100F Professional [RDP III]
  - Fujichrome  Provia 400X Professional [RXP]
- Astia（停产）：供摄影棚和肖像的低对比度细腻反转片
  - Fujichrome Astia 100F Professional [RAP]
- Sensia（停产）：民用低对比度反转片，外界认为乳剂和Astia近乎相同。
- Fortia（停产）：适用于花卉摄影的高饱和度胶卷，色彩再现鲜艳。

#### 黑白底片（NEOPAN）
NEOPAN既面向专业市场也面向业余市场。2018年仅有可供C-41工艺冲洗的400CN生产线运作，并仅在英国销售。2018年4月富士胶片停产了最后一款黑白底片ACROS 100，但又在2019年6月表示将生产改良后的ACROS 100 II，2019年秋季已投入生产。
- NEOPAN SS：最常见和廉价的ISO 100胶卷
- NEOPAN ACROS：比SS昂贵，但颗粒比SS细，感光度ISO 100。
- NEOPAN Presto：ISO 400胶卷
- NEOPAN Super Presto：ISO 1600胶卷，用于快动作或微光拍摄。

#### 其它
- 电影胶片（停产）（美國著名導演斯蒂芬·斯皮尔伯格的电影大部分都使用富士胶片）
- 医学用X光胶片（干式及感光版）

### 相纸
- Crystal Archive - 普通入门级超薄相纸
- Supreme - 高级民用相纸
- X-Tra - 高对比度相纸
- Velvet - 专业用特级相纸

以上型号均有标注‘Digital’的版本，在配方上有更适数字冲扩机的优化。普通型号适合于传统光学放大设备。

### 相机
- FinePix系列数码相机，早期以创新的CCD传感器（Super CCD）著称，之后转为使用X-Trans排列CMOS传感器。
  - F卡口兼容相机，使用与尼康F卡口兼容的协议制造的相机，共有4款，最后一款为2006年发布的FinePix S5 Pro。
  - X系列 APS-C无反相机，2010年開始推出的无反光镜可换镜头相机系列：
    - 入門級（無電子觀景窗EVF）：X-M1,X-A1,X-A2,X-A3,X-A5,X-A7,X-M5。
    - 入門級（有電子觀景窗EVF）：X-T100，X-T200。
    - 中階級（有EVF、類旁軸相機造型）：X-E1、X-E2、X-E2s、X-E3、X-E4。
    - 中階級（有EVF、類SLR造型）：X-T10、X-T20、X-T30、X-T30II、X-T50。
    - 專業級（類SLR造型）：X-T1、X-T2、X-H1、X-T3、X-T4、X-H2、X-H2S、XT-5。
    - 專業級（混合式觀景窗、類旁軸相機造型）：X-Pro1、X-Pro2、X-Pro3。

  - GFX系列 中片幅無反相機：GFX 50S、GFX 50R、GFX 100、GFX 100S、GFX 50S II、GFX 100 II、GFX100S II。為目前市場上較經濟實惠的中片幅機選擇。
  - 不可换镜头数码相机，除了定位家用的消费级数码相机外，特别地，FinePix X100、FinePix X100s、X100T、X100F、X100V、X100VI为富士的等效35mm定焦相机，具备复古外观和高画质特点，X100系列並為目前市場上少數具有混合式光學/數位觀景窗的機種，並採用APS-C CMOS作為感光元件。
- 胶片相机。早期曾用品牌“富士卡”（Fujica）制售机械135毫米相机。80年代以来使用Fuji品牌贩售一系列便携相机（俗称傻瓜相机），较有特色的是DL系列的简易装片方式。DL意味“Drop-in Loading”，这一方式使得用户不必费力插装底片引头，率先实现了装卷傻瓜化。目前已全线停产。
- Instax即時成像相机。包含「mini」及「Wide」兩個系列。
  - mini：mini-7、mini-7S、mini-8、mini-25、mini-50、mini-70、mini-90
  - Wide：Wide-210、Wide-300、instax 500AF

### 其它
- 富士龙（Fujinon）镜头 - 用于可换镜头式单反相机和专业摄像机的光学镜头
- 大口徑雙筒望遠鏡
- 数字存储介质，例如DVD和CD
- 磁带。现行产品是数字录像带，曾生产模拟录像带和录音磁带。
- 液晶显示器基本原料
- 工业用过滤膜
- 胶版印刷用转印版（Offset Plate）
- 製藥
- 化妝品
- 医疗器械产品

## 相关企业
- 富士胶片持有富士膠片商業創新100%的股份。
- Fuji Color Photo Center [8]

## 外部連結
- 富士胶片 （页面存档备份，存于）
- 中港照相器材集團有限公司 （页面存档备份，存于）
- 泰豐洋行（香港）有限公司 （页面存档备份，存于）（英文）
- 台灣富士軟片資訊 （页面存档备份，存于）
- FUJIFILM Taiwan 恆昶實業 （页面存档备份，存于）